# معجم الأكاديمية السويدية

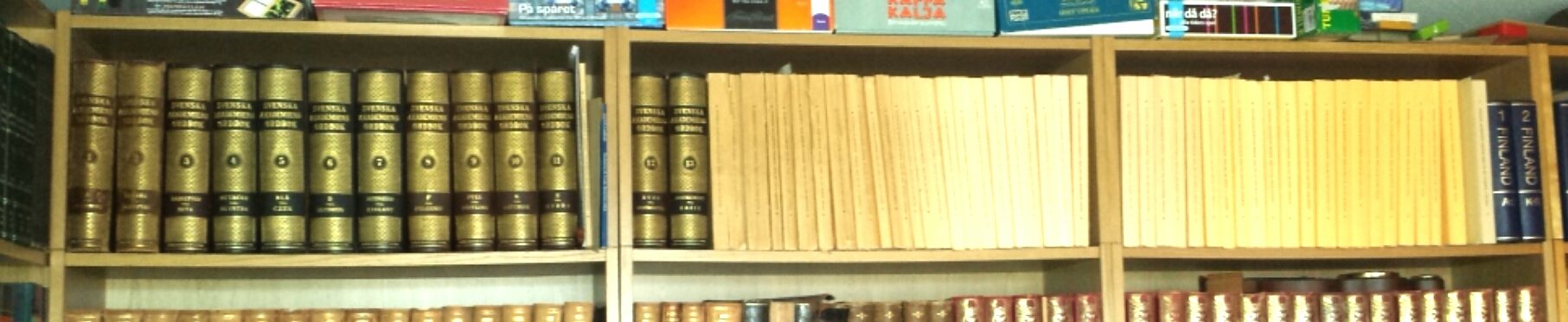
مجموعة كاملة من معجم اللغة السويدية اعتباراً من أواخر 2014. لاحظ أن غالبية المجلدات ما زالت غير مقيدة.

معجم الأكاديمية السويدية أو قاموس الأكاديمية السويدية (بالسويدية: Svenska Akademiens ordbok سفينسكه آكاديمينس أوردبوك) و يختصر بـSAOB هو معجم تصدره الأكاديمية السويدية بعنوان رسمي هو معجم اللغة السويدية الصادر من الأكاديمية السويدية (بالسويدية: Ordbok över svenska språket utgiven av Svenska Akademien). هذا المعجم هو النظير السويديّ لقاموس أكسفورد الإنجليزي (OED) أو معجم اللغة الألمانية Deutsches Wörterbuch (DWB).
نُشر أول مجلدٍ في 1898، وفي 2012 عندما ظهر آخر مجلد تقدم العمل إلى كلمة VEDERSYN. و اعتباراً من أيلول 2014 وصلت النسخة الإلكترونية على الشابكة إلى كلمة TÖVLA و التي تكمل الحرف T. يحتوي المعجم على حوالي 450,000 باباً رئيسياً، ومن المتوقع أن يكتمل في 2017. النسخة القابلة للبحث على الشابكة متوفرة منذ 1997.

## روايط خارجية
- معجم اللغة السويدية
- الأكاديمية السويدية – الموقع الرسمي (باللغة الإنجليزية)